# لانگ لی (واشینگتن)
لانگ لی (به انگلیسی: Langley) شهری در شهرستان ایسلند ایالت واشنگتن است که در سرشماری سال ۲۰۱۰ میلادی، ۱۰۳۵ نفر جمعیت داشته است. 